# Opus (película de 2025)
Opus es una película de suspenso estadounidense de 2025, escrita y dirigida por Mark Anthony Green. Está protagonizada por Ayo Edebiri, John Malkovich, Juliette Lewis, Murray Bartlett, Amber Midthunder, Young Mazino, Stephanie Suganami y Tatanka Means.
La película se estrenó en el Festival de Cine de Sundance el 27 de enero de 2025 y se estrenó en cines el 14 de marzo de 2025 por A24.

## Reparto
- Ayo Edebiri como Ariel Ecton
- John Malkovich como Alfred Moretti
- Juliette Lewis como Clara Armstrong
- Murray Bartlett como Stan Sullivan
- Amber Midthunder como Belle
- Stephanie Suganami como Emily Katz
- Young Mazino como Kent
- Tatanka Means como Najee
- Tony Hale como Soledad Yusef
- Melissa Chambers como Bianca Tyson
- Tamera Tomakili como Rachel Malick

## Producción
El rodaje comenzó en Pojoaque, Nuevo México, en noviembre de 2023.

## Música
La película cuenta con música original escrita por Nile Rodgers y The-Dream.

## Estreno
Opus se estrenó en la sección Midnight del Festival de Cine de Sundance el 27 de enero de 2025; y se estrenó el 14 de marzo de 2025 por A24.

## Recepción
Opus recibió reseñas generalmente negativas de parte de la crítica y de la audiencia. En el sitio web agregador de reseñas Rotten Tomatoes, la película posee una aprobación de 38%, basada en 101 reseñas, con una calificación de 5.0/10 y un consenso crítico que dice "John Malkovich claramente se está divirtiendo interpretando a un malévolo músico pop en Opus, pero lamentablemente el resto de este thriller está demasiado confundido conceptualmente como para que la diversión de la protagonista sea contagiosa". De parte de la audiencia tiene una aprobación de 62%, basada en más de 100 votos, con una calificación de 3.5/5.
El sitio web Metacritic le dio a la película una puntuación de 42 de 100, basada en 35 reseñas, indicando "reseñas mixtas o promedio". Las audiencias encuestadas por CinemaScore le otorgaron a la película una "C+" en una escala de A+ a F, mientras que en el sitio IMDb los usuarios le asignaron una calificación de 5.8/10, sobre la base de más de 1300 votos.